# VIII Krajowy Festiwal Piosenki Polskiej w Opolu
VIII Krajowy Festiwal Piosenki Polskiej w Opolu – 8. edycja festiwalu odbyła się w dniach 25-28 czerwca 1970 r.
Koncerty 8. KFPP w Opolu:
1. 25.VI, godz. 20:30 – Od Opola droga wiedzie – koncert inauguracyjny, widowisko folklorystyczne z udziałem polskich solistów i zespołów folklorystycznych
2. 26.VI, godz. 00:00 – Maraton Kabaretowy – koncert punktowany
3. 26.VI, godz. 20:30 – Przeboje sezonu – utwory, które zajmowały czołowe lokaty w m.in. Radiowej Piosence Miesiąca, Liście Przebojów Studia Rytm czy Telewizyjnej Giełdzie Piosenki – koncert punktowany
4. 27.VI, godz. 00:00 – Piękności nocy czerwcowej – koncert poświęcony poezji śpiewanej – koncert niepunktowany
5. 27.VI, godz. 00:00 – Maraton Kabaretowy – powtórzenie dla publiczności
6. 27.VI, godz. 20:30 – Premiery – 16 premierowych piosenek w podwójnych wykonaniach - koncert punktowany
7. 28.VI, godz. 00:00 – Stefan Rachoń zaprasza – koncert niepunktowany
8. 28.VI, godz. 17:00 – Każdy kiedyś zaczynał – koncert amatorów i laureatów konkursów Mikrofon dla wszystkich - koncert niepunktowany
9. 28.VI, godz. 20:30 – Mikrofon i ekran

W 1970 nie zdecydowano się na telewizyjną transmisję Maratonu Kabaretowego (organizatorzy tłumaczyli to oszczędnościami).

## KoncertPrzeboje sezonu26.06.1970, godz. 20:30
1. Urszula Sipińska – Poziomki
2. Maryla Rodowicz
  - Żyj mój świecie
  - Ballada wagonowa
3. Teresa Tutinas
4. Halina Frąckowiak i ABC
  - Za mną nie oglądaj się
  - Za dużo chcesz
  - Napisz proszę (muz. Andrzej Mikołajczak, sł. Andrzej Jastrzębiec-Kozłowski)
5. No To Co – Ach Franka, Franka
6. Halina Kunicka – Orkiestry dęte
7. Partita – Przychodzisz nocą bez gwiazd
8. Dana Lerska – Szli na zachód osadnicy
9. Skaldowie
  - W żółtych płomieniach liści - wykonany wraz z Łucją Prus
  - Nie ma szatana
  - Od wschodu do zachodu słońca
10. Waganci – Szła noc
11. Czerwone Gitary[1]
  - Czekam na twój przyjazd
  - Bez naszej winy
12. Trubadurzy – Cóż wiemy o miłości (muz. Bogusław Klimczuk, sł. Andrzej Kudelski)
13. Filipinki
  -  Dam Ci wszystko co zechcesz
  -  Jesli kochasz, nigdy nie mów o tym
14. Krzysztof Klenczon i Trzy Korony
  - Ludzie wśród ludzi
  - 10 w skali Beauforta

## KoncertPremiery27.06.1970, godz.20:30
1. Maryla Rodowicz – Jadą wozy kolorowe
2. Maryla Lerch – Jadą wozy kolorowe
3. No To Co – Chlebem i solą
4. Joanna Rawik – Chlebem i solą
5. Halina Frąckowiak i ABC – Barwy ziemi
6. Waldemar Kocoń - Barwy ziemi
7. Tadeusz Woźniak – Ostatnia kula
8. Wiktor Zatwarski - Ostatnia kula
9. Czerwone Gitary – Pani nadziejo[2]
10. Urszula Sipińska - Pani nadziejo
11. Zofia i Zbigniew Framerowie – Mazurska kraino
12. Wiatraki - Mazurska kraino
13. Teresa Tutinas – Czy twoja
14. Zofia Borca - Czy twoja
15. Partita – Dziewczyny tańczą jedno lato
16. Alicja Eksztejn i Kanon Rytm - Dziewczyny tańczą jedno lato
17. Zdzisława Sośnicka – Czarna woda, biały wiatr
18. Bogdan Czyżewski - Czarna woda, biały wiatr
19. Filipinki i Bez Atu - Biała brzózka pośród pola
20. Grażyna Świtała - Biała brzózka pośród pola
21. Edward Hulewicz - Zielone łąki
22. Trubadurzy - Zielone łąki
23. Tadeusz Woźniak - Powiedz zła dziewczyno
24. Czerwono Czarni i Jacek Lech - Powiedz zła dziewczyno
25. Krystyna Wawrzkiewicz - Przyjdą chłopcy
26. Pakt i Filipinki - Przyjdą chłopcy
27. Trubadurzy - Listki brzozy polnej
28. Andrzej Dąbrowski - Listki brzozy polnej
29. Danuta Rinn - Sprzedaj mnie wiatrowi
30. Marianna Wróblewska - Sprzedaj mnie wiatrowi
31. Stan Borys - Póki ludzie się kochają
32. Skaldowie - Póki ludzie się kochają

## KoncertStefan Rachoń i jego orkiestra zaprasza28.06.1970, godz. 00:00
1. Urszula Sipińska
  - Ale nie z tobą
  - Pan Stefan
2. Maria Warzyńska – Serce na śniegu (muz. Arno Babadżanian, polskie słowa Zbigniew Stawecki)
3. Anna German – Być może
4. Anna German - Człowieczy los
5. Anna German - Wspomnienie o Łazienkach
6. Stefania Kozłowska – Kto miasta tego zna dzielnice
7. Teresa Tutinas – Takiego szczęścia nie ma nikt
8. Mieczysław Fogg – Bujaj, mnie bujaj kochanie
9. Sława Przybylska – U brzegów Candle Rock
10. Halina Kunicka – Dokąd zaprowadzisz mnie
11. Maria Koterbska – Jak być kochaną
12. Irena Santor – Co nam przyniesie jutro
13. Danuta Rinn i Bogdan Czyżewski – Zapamiętajmy każda chwilę
14. zespół Śląsk
15. zespoły rzeszowskie, m.in. Ej dziewczyno, ty mnie nie znasz

## KoncertMikrofon i ekran28.06.1970, godz. 20:30
1. Quorum – Ach, co to był za ślub
2. Andrzej Dąbrowski – Zielono mi
3. Halina Kunicka – Orkiestry dęte
4. Jan Pietrzak – Marsjanie nie zagrażają ziemi
5. Wiatraki – Beskidzkie świątki
6. Silna Grupa pod Wezwaniem – To je moje
7. Skaldowie i Łucja Prus – W żółtych płomieniach liści
8. Trubadurzy – Listki brzozy polnej
9. Joanna Rawik – Chlebem i solą
10. Teresa Tutinas – Gorzko nam
11. Maria Warzyńska – Wrzosy
12. Anna German – Być może
13. Danuta Rinn i Bogdan Czyżewski – Na deptaku w Ciechocinku

## Laureaci
Nagrody główne
1. Marsjanie nie zagrażają Ziemi (muz. Bogusław Klimczuk/sł. Jan Pietrzak) – wykonanie: Jan Pietrzak (Nagroda Ministerstwa Kultury i Sztuki)
2. Ach, co to był za ślub (muz. Janusz Sikorski/sł. Wojciech Młynarski) – wykonanie: zespół Quorum (Nagroda Przewodniczącego Komitetu ds. RiTV)
3. Zielono mi (muz. Jan Wróblewski/sł. Agnieszka Osiecka) – wykonanie: Andrzej Dąbrowski (Nagroda Prezydium WRN)
4. Być może (muz. Anna German/sł. Stanisław Ryszard Dobrowolski) – wykonanie: Anna German (Nagroda MRN)
5. Chlebem i solą (muz. Artur Żalski/sł. Jadwiga Urbanowicz) – wykonanie: Joanna Rawik (Nagroda Towarzystwa Przyjaciół Opola)

Inne
Nagroda Telewizji Polskiej
- To je moje (Łojan/Grześkowiak) – wykonanie: Kazimierz Grześkowiak

Wyróżnienia
- Maria Warzyńska – za debiut
- Jan Wróblewski, Adam Skorupka, Włodzimierz Kruszyński – za aranżację
- Wiatraki – za piosenkę o walorach ludowych: Beskidzkie świątki (muz. Poznakowski, sł. Kondratowicz)

Nagroda dziennikarzy
- W żółtych płomieniach liści (Zieliński/Osiecka) – wykonanie: Łucja Prus i Jacek Zieliński oraz Skaldowie

Złote Mikrofony (nagroda Polsko-Amerykańskiej Agencji Artystycznej)
- Łucja Prus i zespół ABC

Nagroda Jana Gwoździa
- Kochajcie Wicherka – Kwartet Warszawski